# Messier 74
M74 (Messier 74 / NGC 628) is een spiraalvormig sterrenstelsel in het sterrenbeeld Vissen (Pisces). Het hemelobject werd in 1780 ontdekt door Pierre Méchain en in datzelfde jaar door Charles Messier opgenomen in zijn catalogus van komeetachtige objecten als nummer 74.
M74 ligt op ongeveer 35 miljoen lichtjaar afstand en meet zo'n 95.000 lichtjaar in diameter. Er bevinden zich vrij veel HII gebieden in dit sterrenstelsel wat erop wijst dat er veel stervorming plaatsvindt. Er zijn twee supernovae in M74 waargenomen, Supernova 2002ap en Supernova 2003gd.
Hoewel M74 redelijk helder is, is zij toch moeilijk te vinden voor de amateur-astronoom doordat het licht over een vrij groot gebied uitgespreid wordt. Vanaf de Aarde gezien bevindt dit object zich op een graad ten oost-noordoosten van de ster 99-η Piscium.
M74 is het helderste lid van een klein groepje van sterrenstelsels waartoe ook NGC 660 behoort.